# Władysław Witwicki

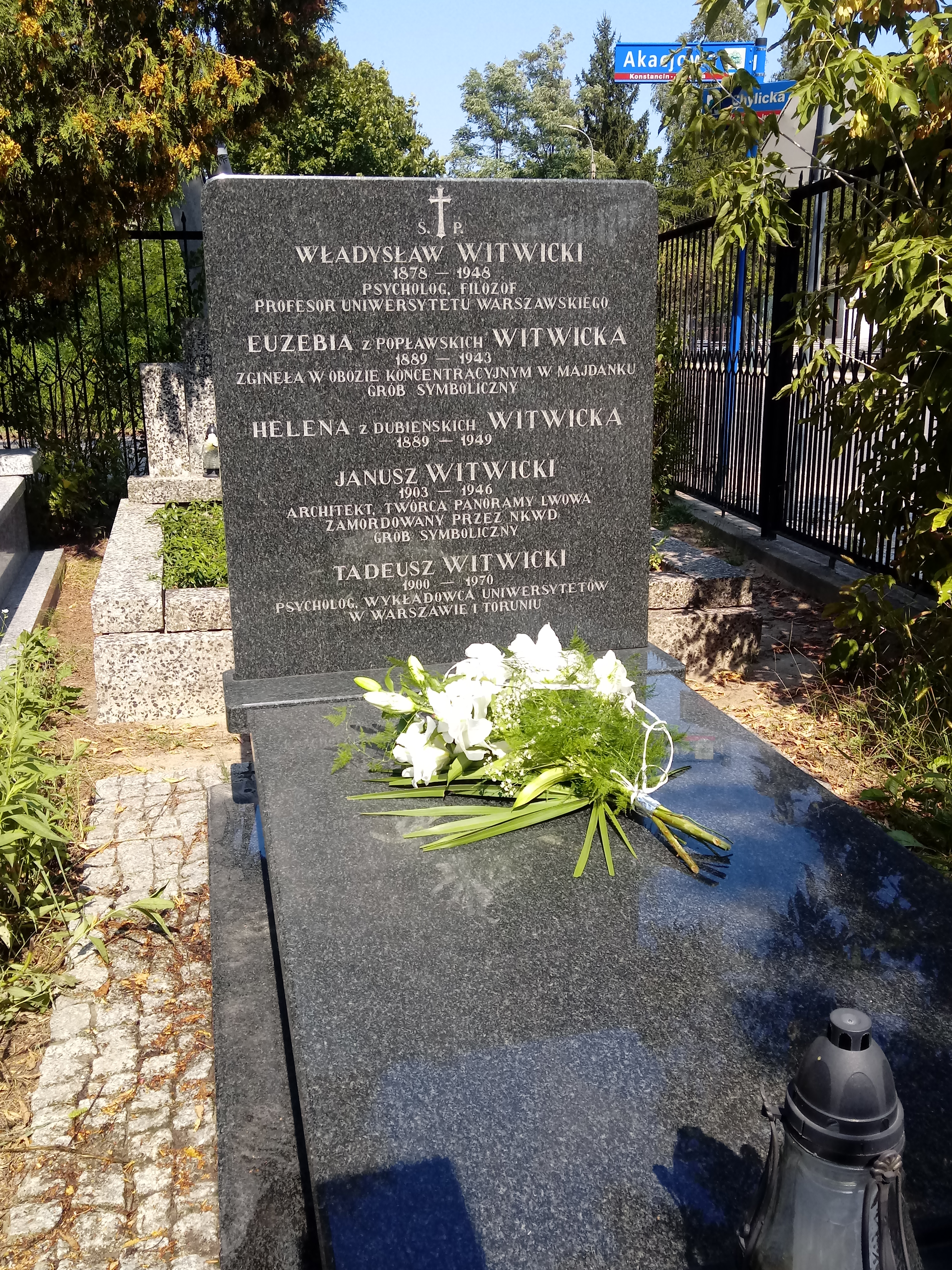
Grób rodziny Witwickich na cmentarzu w Skolimowie (Konstancin-Jeziorna). Błędnie podany rok urodzenia Euzebii Popławskiej (ur. 1880) i Tadeusza Witwickiego (ur. 1902).

Władysław Witwicki, właśc. Józef Sas Wasylkowicz (ur. 30 kwietnia 1878 w Lubaczowie, zm. 21 grudnia 1948 w Konstancinie) – jeden z ojców polskiej psychologii, filozof i historyk filozofii, tłumacz (gł. dzieł Platona), lektor radiowy, teoretyk sztuki i artysta, profesor Uniwersytetu Warszawskiego.

## Życiorys
W latach 1884–1888 uczęszczał do szkoły powszechnej we Lwowie, w latach 1888–1896 do C. K. III. Gimnazjum im. Franciszka Józefa we Lwowie. Historii uczył go tam Ludwik Kubala. Od 1896 studiował m.in. psychologię i filozofię na Uniwersytecie Lwowskim. Jego nauczycielami uniwersyteckimi byli: Benedykt Dybowski, Teofil Ciesielski, Emil Dunikowski, Józef Nusbaum-Hilarowicz, Bronisław Radziszewski, Józef Siemiradzki, Konstanty Zakrzewski, Rudolf Zuber oraz Kazimierz Twardowski. 14 kwietnia 1901 doktoryzował się na tymże uniwersytecie z filozofii jako przedmiotu głównego i zoologii jako przedmiotu pobocznego, broniąc rozprawę pt. Analiza psychologiczna ambicji. Była ona rezultatem bezpośrednich oddziaływań Kazimierza Twardowskiego, a także lektury polecanych przez niego autorów, głównie Franza Brentano oraz jego uczniów – Aloisa Höflera i Alexiusa Meinonga. W latach 1901–1902 Witwicki studiował na uniwersytetach w Wiedniu (pod kierunkiem Aloisa Höflera) i Lipsku (pod kierunkiem Wilhelma Wundta, jednocześnie uczęszczał też na wykłady Wilhelma Wirtha). 27 kwietnia 1902 został dopuszczony do udziału w pracach eksperymentalnych prowadzonych w laboratorium psychologicznym Wundta.
1 września 1902 rozpoczął pracę na stanowisku zastępcy nauczyciela w C.K. IV Gimnazjum we Lwowie. Wykładał tam matematykę, fizykę i historię naturalną. Był jednym z inicjatorów i współzałożycieli, a także skarbnikiem powstałego 12 lutego 1904 we Lwowie Polskiego Towarzystwa Filozoficznego. 1 października 1904 po obronie rozprawy habilitacyjnej pt. Analiza psychologiczna objawów woli został docentem filozofii Uniwersytetu Lwowskiego (do 1917). Nominacja na docenta prywatnego została zatwierdzona przez C.K. Ministerium Wychowania i Oświaty 31 października 1905. W tym samym roku został mianowany zastępcą nauczyciela w III Gimnazjum, a następnie nauczycielem ponownie w IV gimnazjum lwowskim. Uczył propedeutyki filozofii w Prywatnym Gimnazjum Zofii Strzałkowskiej we Lwowie. W roku akademickim 1907–1908 prowadził całoroczny wykład na Uniwersytecie Lwowskim: Lektura i interpretacja III księgi Etyki Spinozy. 15 lipca 1908 C. K. Szkolna Rada Krajowa przeniosła Witwickiego z IV do VII Gimnazjum we Lwowie, gdzie pracował do wybuchu I wojny światowej. Jednocześnie prowadził zajęcia (jako docent) z estetyki, filozofii i psychologii na Uniwersytecie Lwowskim i Politechnice Lwowskiej. Od 1911 studiował prace Williama Jamesa, co zaowocowało w jego naukowej twórczości (teoria supozycji, teza o współzależności światów: wewnętrznego i zewnętrznego, inspiracja do badań nad wiarą ludzi oświeconych w Polsce). Zainteresował się w tym czasie również psychopatologią i ogólnie psychiatrią, szczególnie pracami Eugena Bleulera, Paula Emila Flechsiga, Karla Jaspersa i Ernsta Kretschmera. W latach 1911–1918 był członkiem komitetu redakcyjnego i jednym z najaktywniejszych współpracowników czasopisma Ruch Filozoficzny, oficjalnego organu Polskiego Towarzystwa Filozoficznego. W 1915 został członkiem zarządu powstałego w Wiedniu Polskiego Archiwum Wojennego. Jednocześnie był przewodniczącym Sekcji Pamiętnikarskiej tegoż Archiwum.
W 1919 roku Witwicki został profesorem nadzwyczajnym, a w 1920 profesorem zwyczajnym psychologii na Uniwersytecie Warszawskim. Do wybuchu II wojny światowej kierował na tymże Uniwersytecie pracami Zakładu Psychologii Doświadczalnej, będącego zalążkiem obecnego Wydziału Psychologii. Brał udział w obradach międzynarodowych zjazdów i kongresów psychologicznych oraz filozoficznych (Haga, Kopenhaga, Mediolan, Neapol, Paryż, Utrecht, Warszawa, Wiedeń). 17 marca 1938 został prezesem Polskiego Towarzystwa Psychotechnicznego. W tym czasie uczestniczył również aktywnie w życiu społecznym. Protestował przeciwko gettu ławkowemu, pisał artykuły i udzielał porad w popularnych czasopismach, recenzował książki i wystawy malarskie, projektował okładki do publikowanych przez Gabrielę Zapolską „skandalizujących” sztuk teatralnych. Zdobył również uznanie i popularność jako autor i lektor cyklu pogadanek radiowych Przechadzki ateńskie, prowadzonych od 31 stycznia do 21 marca 1939 (łącznie 8 pogadanek) i będących owocem jego pobytu w Atenach (wrzesień – październik 1937). Ilustracje do tych audycji (fotografie i ryciny starożytnych budowli, posągów, płaskorzeźb greckich wraz z opisem Witwickiego) zostały wydane przez Polskie Radio w formie broszury w 1939 roku . Krótko przed wybuchem II wojny światowej kupił willę w Konstancinie, w której zamieszkał z żoną Heleną i synem Tadeuszem.
W czasie okupacji Witwicki prowadził tajne nauczanie, nie zaprzestał pracy artystycznej, naukowej i przekładowej, ale nie prowadził działalności psychologicznej. Jego prace i przekłady z tego okresu zostały wydane dopiero po 1956 roku. W latach 1945–1948 prowadził zajęcia z psychologii (seminarium) ze studentami Uniwersytetu Warszawskiego – z powodu problemów zdrowotnych – w swoim domu w Konstancinie. W tym czasie napisał dziesięć broszur z cyklu Wiadomości z psychologii (SW „Czytelnik” 1946–1948). Z dniem 1 września 1948 przeniesiony na emeryturę, zmarł 21 grudnia tegoż roku w Konstancinie. Został pochowany na cmentarzu w Skolimowie (kwatera II-B, rząd 12, grób 2).

## Rodzina
Władysław Witwicki (drugie imię Józef) pochodził z rodziny szlacheckiej, używającej herbu Sas i przydomka Wasylkowicz (nazwisko Witwicki zostało wzięte od nazwy miejscowości – Witwica – z której pochodzi rodzina). Był piątym (i ostatnim) dzieckiem Urszuli z domu Woińskiej (ur. 1936, siostrzenicy arcybiskupa lwowskiego Łukasza Baranieckiego) i kancelisty sądowego Ludwika-Filipa Wasylkowicza Witwickiego (1830–1884). Dwukrotnie zawarł związek małżeński – w 1901 z Euzebią Popławską (1880–1944) w obrządku rzymskokatolickim oraz 28 października 1920 z byłą uczennicą Heleną Dubieńską (1889–1949) w obrządku ewangelicko-reformowanym w Warszawie (zmienił wyznanie, aby móc się ożenić po raz drugi). Był ojcem Tadeusza, psychologa (1902–1970), adiunkta UW, docenta UMK oraz Janusza (1903–1946), twórcy Panoramy Plastycznej Dawnego Lwowa. Jego bratankiem był Michał Witwicki – architekt i konserwator zabytków.

## Wkład w rozwój psychologii

### Podręczniki
Witwicki był autorem pierwszego, dwutomowego, trzykrotnie wznawianego (2 wydania w dwudziestoleciu międzywojennym, 2 wydania po II wojnie światowej) i rozszerzanego polskiego podręcznika psychologii dla studentów   oraz dwukrotnie wznawianego podręcznika Zarys psychologii  dla uczniów szkół średnich i seminariów nauczycielskich. Podręcznik dla studentów, napisany z pozycji człowieka o orientacji humanistycznej, odegrał istotną rolę w polskiej psychologii okresu międzywojennego (m.in. przyczynił się w znacznym stopniu do ustalenia polskiej terminologii psychologicznej), wykształciło się na nim kilka pokoleń psychologów polskich.

### Teoria kratyzmu, teoria uczuć
Oryginalna teoria psychologiczna Witwickiego to kratyzm (gr. kratos – siła), uzasadniająca zmiany stanów emocjonalnych jednostki dążeniem do uzyskania poczucia mocy. Owo dążenie jest fundamentem całego życia psychicznego. Zalążki teorii kratyzmu pojawiły się już w pracy doktorskiej Witwickiego Analiza psychologiczna ambicji (1900). Zawiera ona najważniejsze tezy, które następnie zostały odpowiednio rozwinięte. Za oficjalną datę ogłoszenia tej teorii i nazwania jej „kratyzmem” przyjmuje się 25 lipca 1907 – dzień wygłoszenia referatu na sekcji filozoficznej X Zjazdu Lekarzy i Przyrodników Polskich we Lwowie. Pełne rozwinięcie i dojrzałą formę uzyskała w drugim tomie podręcznika psychologii (1927) . O randze teorii kratyzmu świadczy jej zbieżność z ogłoszoną później (1912) teorią dążenia do mocy Alfreda Adlera. Zbieżność myśli obu uczonych świadczy o osadzeniu psychologicznych poglądów Witwickiego w nurcie nauki europejskiej.
Teoria kratyzmu odcisnęła swoje piętno w estetyce. Witwicki wprowadził pojęcie „układu spoistego dobrze zamkniętego”. Według niego układy takie wzmagają nasze poczucie mocy, natomiast chaotyczna wielość i różnorodność zjawisk budzi niepokój, czujemy się wobec niej słabi i bezradni. Gdy różnorodność ta zostaje uporządkowana, daje to ludziom przyjemne poczucie panowania nad różnorodnością.
Z teorią kratyzmu powiązana jest teoria uczuć (powstałych na tle powiększenia lub obniżenia poczucia mocy), w ramach której Witwicki dokonał klasyfikacji uczuć.

### Psychologia religii
Jako jeden z nielicznych na świecie, Witwicki wprowadził zagadnienie religijności do podręcznika psychologii. Mimo niekonfesyjnego charakteru poglądów, przyznał poczuciu religijnemu kluczową rolę w światopoglądzie (chociaż uważał, że nie jest ono zjawiskiem powszechnym). W skład tego poczucia wchodzą: podobne do opisanego przez Rudolfa Otto poczucie świętości, antropocentryczne i antropomorficzne odczucie świata (obejmujące potrzebę wiary w nieśmiertelność osobistą) oraz magiczne pojmowanie zjawisk i związków między nimi. Według Witwickiego świętością tchnie dla człowieka obdarzonego poczuciem religijnym to, co się wydaje nadludzko potężne a niezrozumiałe, dobre a straszne, pociągające i jednocześnie przerażające. Wiara, myśl o Bogu daje trwałe poczucie mocy, podłożonej pokorą, stanowi ciche, pogodne tło wewnętrzne, uwalnia od poczucia poniżenia, nieudolności, niemocy.
Opublikowana przed drugą wojną światową jedynie we Francji Wiara oświeconych (1939 , w Polsce 1959  i 1980 ) jest studium teoretycznym i empirycznym z psychologii religii. Zawiera ona zręby teorii wiary religijnej, zilustrowane materiałami z przeprowadzonych osobiście przez jej autora badań empirycznych. Rezultaty tych badań pozwoliły Witwickiemu na dokładniejsze sformułowanie psychologicznej zasady sprzeczności. Stały się podstawą tezy o istnieniu w ludzkiej wiedzy sfery supozycji, na którą składają się sądy wydane bez tzw. momentu asercji lub też przekonania nieszczere („przekonania na niby”). Takie pojęcie supozycji (niem. Annahme) Witwicki zaczerpnął od austriackiego filozofa Alexiusa Meinonga . W sferze supozycji „umiejscowił” wiarę religijną ludzi oświeconych. Jako „przekonanie na niby”, wiara taka jest stopniowalna, od nieomal pewności do prawie całkowitego zwątpienia. W pierwszym przypadku typ religijności może być nazwany ortodoksyjnym. Pozostałe typy to religijność subiektywna (selektywna) i religijność symboliczno-alegoryczna. Osoby pierwszego i drugiego typu mają trudności z godzeniem przekonań religijnych z wiedzą naukową (paraliż logiczny), z rozstrzyganiem dylematów moralnych (paraliż moralny) oraz z oceną etyczną postaci religijnych (paraliż etyczny). Przejściu od supozycji do przekonań twierdzących (akceptowalnych) sprzyjają według Witwickiego takie czynniki, jak uczucie szacunku, czci, pewne obawy (przed karą), nawyki (tradycja), wpływy (sugestie) autorytetów (czcigodnych instytucji), osób znaczących (rodziców). Towarzyszą temu tłumienie niepożądanych refleksji i brak zdolności krytycznego myślenia o sprawach wyłączonych spod wpływu logicznego rozważania.
Najbardziej znaczący dla niekonwencjonalnej postawy Witwickiego wobec zagadnień psychologicznych był sceptycyzm w stosunku do tego, co opiera się jedynie na nawyku, przesądzie, tradycji i zabobonie. W swoich pracach poruszał temat życia psychicznego w jego postaciach anormalnych, tzn. chorób psychicznych, urojeń wielkościowych, paranoi (obłędu), rozdwojenia jaźni, egocentryzmu, skrajności u jednostek znanych z historii, wielkich wodzów, reformatorów świata, mistyków, wieszczów, założycieli religii, sekt religijnych, osób ogłaszających się mesjaszem, uważających się za proroków, zesłańców niebios, istoty nadprzyrodzone, „osoby na pół boskie”. W swoim tłumaczeniu ewangelii Mateusza i Marka (Dobra Nowina według Mateusza i Marka ), opatrzonym obszernym komentarzem, Witwicki przeprowadził analizę psychologiczną tekstu oraz osób w nim występujących, kwestionując między innymi zdrowie psychiczne Jezusa.

### Psychologiczna zasada sprzeczności
Witwicki odwołując się do wyników własnych badań stwierdził, że zasada ta w sformułowaniu: „Dwa przekonania, którym odpowiadają sądy sprzeczne, nie mogą istnieć zarazem w tym samym umyśle” (ujęcie Arystotelesa i Jana Łukasiewicza) – jest fałszywa, sprzeczna z doświadczeniem. Przeczy jej bowiem szereg faktów rejestrowanych w psychologii marzeń sennych, doznań estetycznych, przeżyć religijnych i magicznych. Tak sformułowana zasada nie dotyczy ludzi chorych psychicznie oraz ludzi normalnych, zdrowych, inteligentnych w czasie snu, poetów, wierzących oraz ogólnie osób, których umysł znajduje się w stanie paraliżu logicznego. Według Witwickiego można tę zasadę utrzymać jedynie w brzmieniu:

Trudno jest człowiekowi przytomnemu przeżywać dwa sprzeczne przekonania równocześnie i świadomie.

Człowiek w stanie pełnego czuwania, kiedy przytomnie i jasno myśli, unika, ile może, sądów sprzecznych, a z dwóch sądów przedstawionych sprzecznych jeden uważa wtedy za fałszywy, choć nie zawsze wie, który właśnie jest w danym wypadku fałszywy. Człowiek zaś myśli przytomnie wtedy, gdy dobrze pamięta i dobrze uważa. Poza tym znosi sprzeczne przekonania, a przed kontrolą nawet własnego intelektu ochrania je nieraz uczuciami czci, miłości, upodobania estetycznego. Instynktownie stara się nieraz ich nie konfrontować i dba o to, żeby ich nie dojrzeli drudzy i nie otwierali mu oczu.

Badania Witwickiego w tym zakresie kontynuowała jego uczennica Aniela Meyer-Ginsbergowa. Wyniki owych badań opublikowała w pracy doktorskiej Badania nad psychologiczną zasadą sprzeczności .

### Metodologia
Podstawowe znaczenie miały dla Witwickiego obserwacja (w tym introspekcja) oraz trafna interpretacja zachowania zewnętrznego (m.in. postanowień, czyli manifestacji sądów w rozumieniu Franza Brentano) i wszelkich wytworów ludzkich jako objawów życia psychicznego. Z dystansem natomiast odnosił się do eksperymentu psychologicznego jako metody badawczej (w tym kontekście był krytykiem Wundta), przyznając mu jedynie rangę metody pomocniczej, wspomagającej obserwację. Krytycznie oceniał posługiwanie się w badaniach testami psychologicznymi, ankietami i kwestionariuszami. Autorytet naukowy Witwickiego i jego krytyczna postawa wobec testów spowodowały, że nie opanowały one rynku polskiej metodologii psychologicznej okresu międzywojennego.

## Filozofia
Witwicki żył i tworzył w okresie wyodrębniania się psychologii z filozofii. Był jednym z dwóch pierwszych uczniów (obok Jana Łukasiewicza – filozofa i logika) Kazimierza Twardowskiego – filozofa, psychologa i logika. W odróżnieniu od twórcy fenomenologii Edmunda Husserla treść przedstawienia przedmiotu traktował jako akt psychiczny będący odrębnym przedmiotem, który psychologia może badać. 
Witwicki był jednym z inicjatorów i współzałożycieli Polskiego Towarzystwa Filozoficznego, członkiem Komitetu Redakcyjnego czasopisma „Ruch Filozoficzny”, wygłosił referat inauguracyjny na Pierwszym Polskim Zjeździe Filozoficznym (1923), był jednym z polskich delegatów na Międzynarodowy Zjazd Filozoficzny w Neapolu (1924).
Mimo zasadniczo humanistycznej orientacji jego badań, jest on zaliczany do grona myślicieli związanych ze szkołą lwowsko-warszawską. W swoich pracach z dziedziny historii filozofii koncentrował się (w odróżnieniu od innych historyków filozofii) na psychologicznej analizie tekstów filozoficznych. Witwicki był pierwszym psychobiografistą. Swoją psychobiografią Sokratesa, zawartą w komentarzu do tłumaczenia Uczty (1909) , wyprzedził o rok psychobiografię Leonarda da Vinci autorstwa Sigmunda Freuda (Eine Kindheitserinnerung des Leonardo da Vinci, 1910) , uważaną za najstarszą nowoczesną psychobiografię. Zainicjował uprawianie filozofii metodą badania osobowości filozofów i tworzenia ich portretów psychologicznych.
Interesował się również filozofią nauki. Zauważył, że wprawdzie myślenie logiczne, racjonalne, krytyczne i naukowe jest niezbędnym instrumentem w walce o byt, to jednak wymaga sporo energii, wysiłku, czujności i napięcia. Dlatego człowiek przeciętny używa takiego myślenia jedynie wtedy, gdy musi. Zaspokoiwszy dzięki niemu nieodzowne potrzeby życiowe, popada z reguły „w stan raczej roślinnej wegetacji, odpoczynek, urozmaicony zabawą, zakończony snem”, oddając się chętnie imaginacji, poszukując złudzeń, przekonań pozornych, mitów, baśni, obrazów, „stwarza świat fikcyjny, (...) świat nawet sprzeczny”.

## Etyka
Witwicki zajmował się budową etyki świeckiej przez prawie 50 lat, od publikacji Analizy psychologicznej ambicji (1900), aż do śmierci w 1948 roku. Pierwszy szkic etyki świeckiej przedstawił podczas wystąpień na dwóch kolejnych posiedzeniach Polskiego Towarzystwa Filozoficznego we Lwowie, 10 i 24 maja 1905. Uzasadniał tam, że „przepisy etyczne dadzą się uzasadnić wynikami badań przyrodniczych, socjologicznych i historycznych i będą wyrazem przyrodzonego instynktu społecznego”. W objaśnieniach do tłumaczenia Eutyfrona napisał:

Podstaw etyki nie należy szukać w mitach i sympatiach bóstw, tylko gdzieś indziej. Wartość etyczna ludzkich czynów nie zależy od sympatii bogów.

Podobnie jak u Tadeusza Kotarbińskiego, również u Witwickiego świeckość etyki nie polegała wyłącznie na świeckości formy, czyli na świeckim uzasadnianiu zakazów i nakazów moralnych, lecz przede wszystkim wyrażała się w świeckiej treści uznawanych wartości, takich jak wiedza, krytycyzm, samodzielność, ambicja, pragnienie tworzenia kultury.

## Tłumaczenia
Był znawcą kultury starożytnej, autorem wybitnego literacko i głęboko zakorzenionego w polskiej kulturze przekładu niemal całości dzieł Platona (z komentarzami). Było to największe przedsięwzięcie translatorskie w ramach szkoły lwowsko-warszawskiej i pierwszy pełny polski przekład dialogów platońskich. W 1909 roku wydany został pierwszy z przetłumaczonych dialogów Platona – Uczta . Witwicki do końca życia zajmował się tłumaczeniem i objaśnianiem dzieł Platona. Przekłady te, mimo niespecjalistyczności filozoficznej i filologicznej, uznaje się za doskonałe pod względem psychologicznego realizmu, plastyczności, przystępności, obrazowości, konkretności i wnikliwości analiz. W latach trzydziestych XX wieku przetłumaczone przez Witwickiego dialogi platońskie nadawano w audycjach radiowych, w których lektorem początkowo był Stefan Jaracz, a następnie sam Witwicki.
Przetłumaczył również na język polski Rozmowy bogów (1947) i Dialogi wybrane (1949) Lukiana z Samosaty, ewangelie Mateusza i Marka (1942, wyd. 1958) , VII tom (Malarstwo angielskie) Historii malarstwa Haldane Macfalla (1918) oraz zbiór wykładów Williama Jamesa Filozofia wszechświata (1911).

## Działalność artystyczna

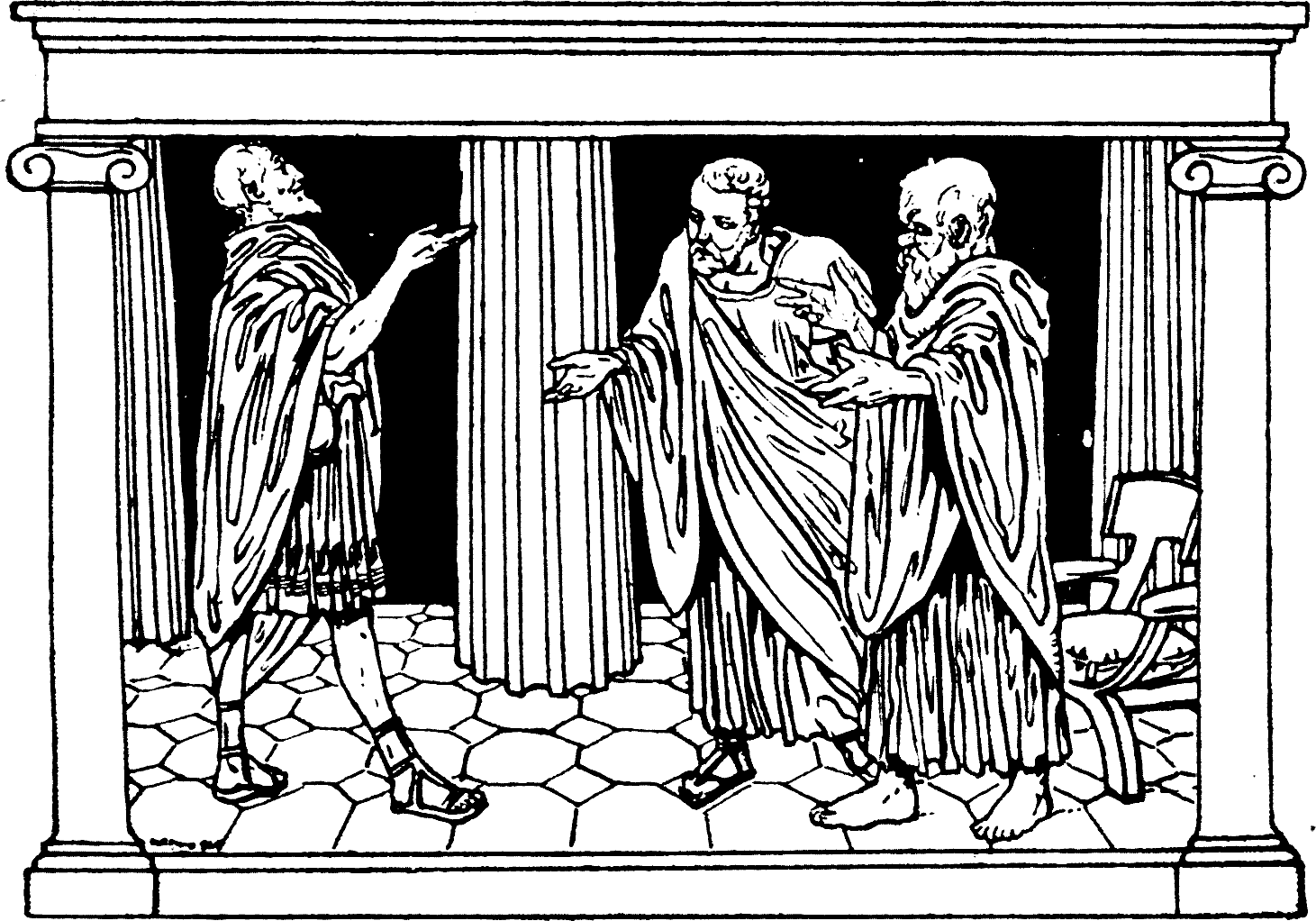
Ilustracja Władysława Witwickiego do przekładu Hippiasza mniejszego Platona (1921)

Witwicki ilustrował książki (m.in. własne przekłady), tworzył akwarele, akwaforty, drzeworyty, ekslibrisy. Projektował okładki czasopism, odlewał gipsowe popiersia, rzeźbił, recenzował wystawy, prezentował sylwetki artystów. Pomagał swojemu synowi Januszowi przy tworzeniu Panoramy Plastycznej Dawnego Lwowa. Wygłaszał odczyty i pisał artykuły o sztuce (pierwszą publikacją Witwickiego był artykuł Dirce, opublikowany 1 stycznia 1899 w lwowskich „Wiadomościach Artystycznych”, zawierający krytyczną analizę obrazu Dirce chrześcijańska Henryka Siemiradzkiego). Był autorem podręczników dla artystów plastyków: Wiadomości o stylach (1934), O widzeniu przedmiotów. Zasady perspektywy (1954), Anatomia plastyczna (1960).

## Działalność dydaktyczna
Wykształcił szereg psychologów, filozofów, filologów, pedagogów. Do grona uczniów Władysława Witwickiego należeli między innymi Stefan Błachowski, Stanisław Dąbrowski, Eugeniusz Geblewicz, Janina Hosiasson-Lindenbaum, Kazimiera Jeżewska, Janina Kotarbińska, Estera Markin, Andrzej Nowicki, Zbigniew Pietrasiński, Maria Radwiłowicz, Stanisław Sedlaczek, Maria Żebrowska oraz Alice Miller.

## Wybrane publikacje

### Książki i audycje
- Z psychologii stosunków osobistych (1907)
- W sprawie przedmiotu i podziału psychologii (1912)
- Psychologia. Dla użytku słuchaczów wyższych zakładów naukowych t. 1–2 (1925–1927)
- Zarys psychologii (1928)
- O źródłach poznania życia uczuciowego (1931)
- Wiadomości o stylach (1934)
- Rozmowa o jedności prawdy i dobra (1936)
- Pojęcie inteligencji (1938)
- Psychologia a wojsko (1939)
- O typach charakteru (1939)
- Przechadzki ateńskie (cykl audycji radiowych 1939, wyd. 1947)
- Platon jako pedagog (1947)
- O widzeniu przedmiotów. Zasady perspektywy (1954)
- Pogadanki obyczajowe (1957)
- Anatomia plastyczna (1960)
- Wiara oświeconych (fr.: La foi des éclairés, Paris 1939[87] [39][51]; wydania polskie: 1959[88] , 1980[89] )

### Tłumaczenia
- Platon, Uczta (Lwów 1909, Kęty 2002)
- William James, Filozofia wszechświata (Lwów 1911)
- Platon, Fajdros (Lwów 1918, Kęty 2002)
- Haldane Macfall, Historia malarstwa, VII Malarstwo angielskie (Lwów 1918)
- Platon, Eutyfron. Obrona Sokratesa. Kriton (Lwów 1920, Kęty 2002)
- Platon, Hippiasz Mniejszy. Hippiasz Większy. Ion (Lwów 1921, Warszawa 1958)
- Platon, Gorgiasz (Lwów 1923, Warszawa 1958)
- Platon, Protagoras (Lwów 1923, Warszawa 1958, 1991)
- Platon, Fedon (Lwów 1925, Warszawa 1958, Kęty 2002)
- Platon, Menon (Warszawa 1935, 1959)
- Platon, Teajtet (Warszawa 1936, 1959)
- Platon, Charmides i Lizys (Warszawa 1937, 1959)
- Platon, Laches (Warszawa 1937, 1958)
- Platon, Fileb (Warszawa 1938, Kęty 2002)
- Lukian z Samosaty, Rozmowy bogów (Warszawa 1947)
- Platon, Państwo (I–II, Warszawa 1948, 1991)
- Lukian z Samosaty, Dialogi wybrane (Wrocław-Warszawa 1949)
- Platon, Timaios. Kritias (Warszawa 1951, Kęty 2002)
- Platon, Sofista. Polityk (Warszawa 1956, Kęty 2002)
- Platon, Eutydem (Warszawa 1957)
- Dobra Nowina według Mateusza i Marka – tłum. ewangelii Mateusza i Marka (Warszawa 1958)[112]
- Platon, Państwo. Z dodatkiem siedmiu ksiąg Praw (Warszawa 1958)
- Platon, Parmenides (Warszawa 1961)
- Platon, Państwo. Prawa (VII ksiąg) (Kęty 2001)

## Upamiętnienie

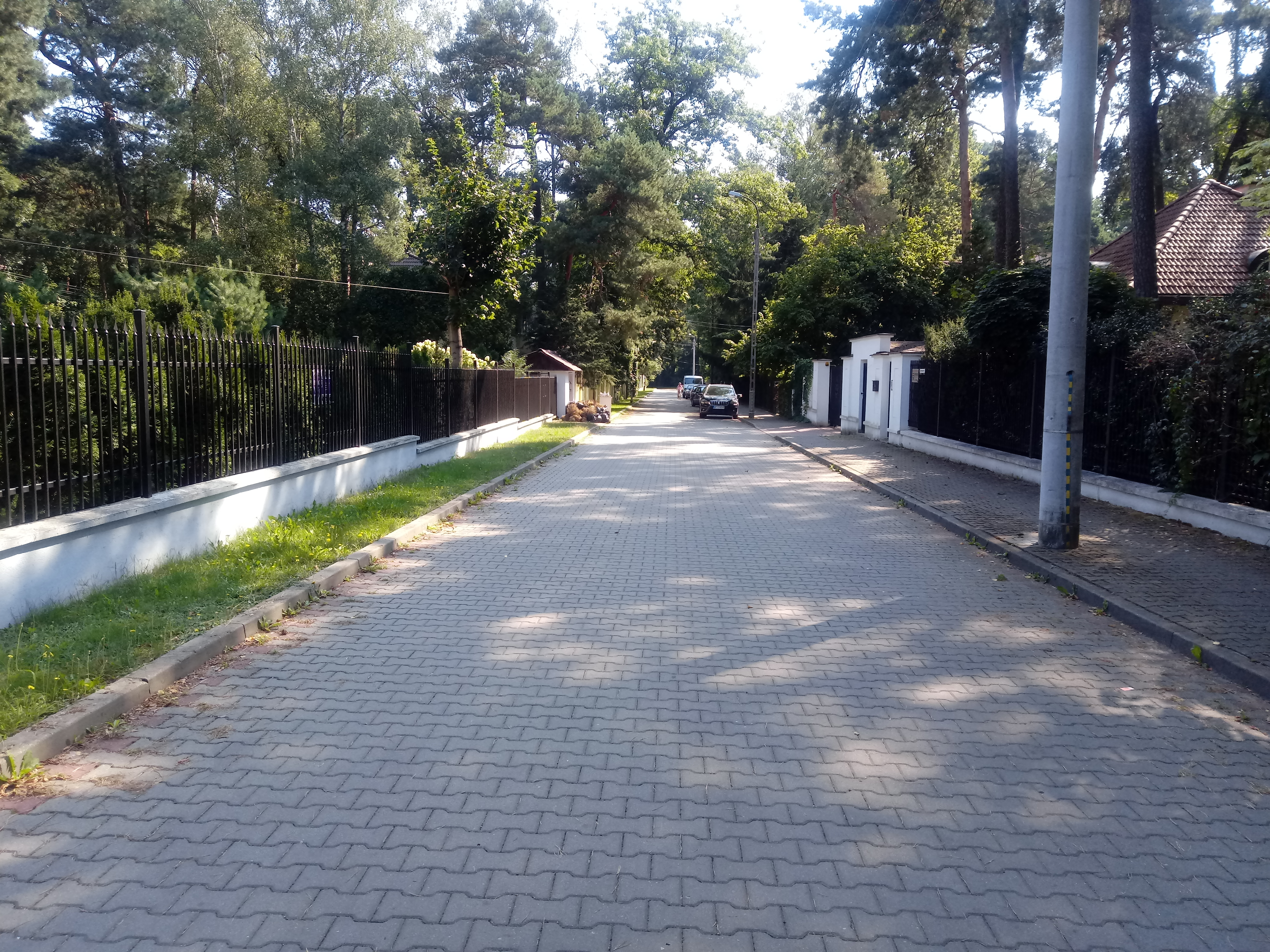
Ulica Władysława Witwickiego w Konstancinie-Jeziornie

W 1935 roku ukazała się Księga Pamiątkowa ku czci Władysława Witwickiego (jako VII tom wydawanego w Poznaniu Kwartalnika Psychologicznego, 663 strony) pod redakcją Stefana Błachowskiego , przygotowana przez wypromowanych przez niego doktorów psychologii. Zawiera ona 20 prac uczniów Witwickiego. Prace te były przygotowywane pod kierunkiem Witwickiego. Są to m.in. rozważania dotyczące problematyki filozoficznej, rozprawy teoretyczne, wprawki eksperymentalne oraz rozbudowane relacje z badań eksperymentalnych.
W latach 1957–1963 dzięki staraniom gł. Kazimiery Jeżewskiej Państwowe Wydawnictwo Naukowe wydało 23 tomy spuścizny piśmienniczej Władysława Witwickiego.
Wydział I Nauk Humanistycznych i Społecznych PAN przyznaje nagrody im. Władysława Witwickiego za wybitne i twórcze prace w zakresie psychologii. Imieniem Władysława Witwickiego nazwano ulice w Warszawie (w dzielnicy Praga-Południe), Rzeszowie, Lubaczowie oraz w Konstancinie-Jeziornie.